# Algemene relativiteitstheorie
De algemene relativiteitstheorie is een meetkundige theorie van de zwaartekracht, die in 1916 door Albert Einstein werd gepubliceerd. Het is de huidige beschrijving van de zwaartekracht in de moderne theoretische natuurkunde.

## Achtergrond
De algemene relativiteitstheorie combineert de speciale relativiteitstheorie en de gravitatiewet van Newton. Dit geeft een gecombineerde beschrijving van de zwaartekracht als een meetkundige eigenschap van ruimte en tijd - de ruimtetijd. De kromming van de ruimtetijd houdt direct verband met de vierimpuls, beschreven door de massa-energierelatie en de impuls van de aanwezige materie en straling. De algemene relativiteitstheorie wordt door de einstein-vergelijkingen gegeven, een stelsel van partiële differentiaalvergelijkingen.
Veel voorspellingen van de algemene relativiteitstheorie verschillen aanzienlijk van die van de klassieke natuurkunde, vooral die met betrekking tot de passage van tijd, de meetkunde van de ruimte, de beweging van lichamen in vrije val en de voortplanting van het licht. Voorbeelden van dergelijke verschillen zijn onder andere de tijddilatatie en de gravitationele roodverschuiving van het licht. Einstein voorspelde correct dat licht van verre sterren dat langs de zon scheert in het zwaartekrachtsveld van de zon wordt afgebogen. 
De algemene relativiteitstheorie is in alle experimenten, die zijn uitgevoerd om de theorie te controleren, kwantitatief bevestigd en geldt daarom als moderne opvolger van de zwaartekrachtstheorie van Newton. Het is tot op heden nog niet gelukt een theorie op te stellen die de algemene relativiteitstheorie en het standaardmodel van de deeltjesfysica verenigt.

## Equivalentieprincipe
Een belangrijk uitgangspunt is het equivalentieprincipe: waarnemers die in de ruimte uniform versneld worden zijn met betrekking tot de bijkomende krachtwerking als gelijkwaardig (equivalent)  te beschouwen ten opzichte van andere waarnemers die zwaarte als krachtwerking ervaren in een homogeen zwaartekrachtveld op het vaste oppervlak van een hemellichaam. Dat wil zeggen dat de mechanica en andere natuurkundige wetten voor beide waarnemers dezelfde zijn. Wat in termen van de Wetten van Newton zwaartekracht tussen hemellichamen heet, dat is in termen van de algemene relativiteitstheorie een effect van de kromming van de ruimte-tijd. De wetten van Newton zouden een werking van de zwaartekracht toelaten sneller dan het licht. Een werking van de zwaartekracht sneller dan dat het licht zich volgens metingen voortplant is niet mogelijk in de speciale relativiteitstheorie.

## Ruimtekromming en zwaartekracht

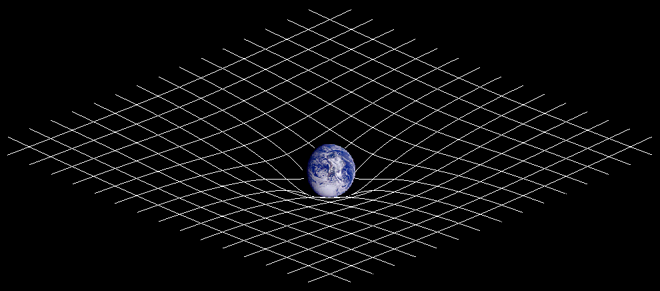
Tweedimensionale weergave van een ruimte-tijd-vervorming. De aanwezigheid van een zwaar voorwerp verandert de geometrie van de ruimte-tijd, waarna we de "gekromde ruimte-tijd" ervaren als zwaartekracht. De witte lijnen stellen niet de ruimte zelf voor maar een rechtlijnig coördinatenstelsel dat op de gekromde ruimte-tijd geprojecteerd wordt.

De algemene relativiteitstheorie is een geometrische theorie, waarin wordt aangenomen dat zowel massa als energie de ruimtetijd doen krommen, en dat deze kromming de beweging van vrije deeltjes, waaronder ook het licht, beïnvloedt.
In zijn algemene relativiteitstheorie kwam Einstein met een nieuwe opvatting van de zwaartekracht. Hij stelde dat er geen verschil bestaat tussen een constante versnelling (trage massa) en een constante zwaartekracht (zware massa). Hij stelde ook dat materie (en elke andere vorm van energie) de ruimte-tijd vervormt. 
Objecten op aarde worden dus naar het aardoppervlak toegetrokken vanwege een kromming van de ruimte-tijd ten gevolge van de massa van de aarde. Dit inzicht betekende een grote wijziging ten opzichte van de ideeën van Newton. Deze theorie voorspelde dat sterrenlicht door de zon wordt afgebogen, wat in 1919 ook door Arthur Eddington gemeten werd in een experiment, uitgevoerd tijdens een totale zonsverduistering. Ook biedt deze theorie een verklaring voor de waargenomen precessie van de baan van Mercurius om de zon: deze is geen ellips – zoals verwacht aan de hand van de Wetten van Kepler – maar een rozet.

## Uitbreiding van de speciale relativiteitstheorie
De algemene relativiteitstheorie breidt de speciale relativiteitstheorie uit, door aan
inertiaalstelsels een lokale betekenis te geven: een coördinatenstelsel geassocieerd met een waarnemer in vrije val. Een bijzonder geval hiervan is dat een algemene eenparige versnelling van massa's niet van een constant gravitatieveld onderscheiden kan worden. Meer algemeen kan gravitatie, als de versnelling van waarnemers in vrije val ten opzichte van elkaar, worden geïnterpreteerd als een gevolg van kromming van de ruimte.

## Differentiaalmeetkunde
Wiskundig betekent het bestaan van lokale inertiaalstelsels dat de ruimtetijd een vierdimensionale differentieerbare variëteit is, ongeveer zoals beschreven in de differentiaalmeetkunde van Bernhard Riemann. Bijgevolg maakt de algemene relativiteitstheorie gebruik van tensoren, omdat hiermee beweringen gedaan kunnen worden die onafhankelijk van coördinaten zijn. De ruimtetijd is geen riemann-variëteit, maar een lorentz-variëteit, omdat de metrische tensor niet positief definiet is, maar daarentegen signatuur 2 heeft (de enkelvoudige eigenwaarde in de tijd-richting is tegengesteld aan de drievoudige eigenwaarde in de ruimte-richtingen).
De theorie is gebaseerd op slechts een kleine groep formules en dit maakt de theorie erg elegant. Deze formules gebruiken echter ingewikkelde wiskundige concepten. Het belangrijkste resultaat van de algemene relativiteitstheorie vormt een stelsel partiële differentiaalvergelijkingen, de zogenaamde einstein-vergelijking:
{\displaystyle G_{ab}={\frac {8\pi G}{c^{4}}}T_{ab}}
met:
- Gab is de einstein-tensor
- Tab is de energie-impuls-tensor

Dit zijn tien vergelijkingen omdat Tab een symmetrische 4×4-matrix is. Ze beschrijven de dynamiek van het gravitatieveld, zoals gravitatiegolven. Het geometrische karakter van deze vergelijkingen, en de eenvoud van de formulering, maakt van de relativiteitstheorie een uitzonderlijk elegante theorie.

## Ruimtekromming
Meer eenvoudig gesteld is de kromming van de ruimte als volgt te vatten als uitbreiding van het bekende begrip kromming van een oppervlak. Stel we meten van een cirkel de omtrek en de doormeter (diameter) en we stellen vast dat hun verhouding niet pi is. Dan weten we, dat onze cirkel niet in een plat vlak ligt, maar bijvoorbeeld op een gekromd oppervlak zoals een bol en uit de afwijking kunnen we de kromtestraal van die bol bepalen. Stel we meten nu van een bol de oppervlakte A en de straal r. In een ruimte die geen massa bevat en dus niet gekromd is, geldt {\displaystyle A=4\pi r^{2}}. Een ruimte die een massa m bevat is gekromd zodat
{\displaystyle {\sqrt {\frac {A}{4\pi }}}-r={\frac {Gm}{3c^{2}}}}
waarin G de gravitatieconstante en c de lichtsnelheid is. Die betrekking vervangt en verbetert de zwaartekrachtswet van Newton. Het afstandsverschil gegeven door het linkerlid is 1/6 van de schwarzschildstraal. Voor de aarde bedraagt dit verschil 1,5 mm, voor de zon 500 m. Hetzelfde verschil (dus niet een evenredig verschil) geldt voor een grotere bol om dezelfde massa.

## Tijddilatatie
Een gevolg van de algemene relativiteitstheorie is tijddilatatie, bijvoorbeeld dat een klok die h hoger staat in een zwaartekrachtveld met valversnelling g sneller loopt, namelijk met een factor:
{\displaystyle 1+{\frac {gh}{c^{2}}}}
Dit is aangetoond met behulp van een atoomklok. De algemene relativiteitstheorie geeft ook een elegant en juister alternatief voor de Wetten van Newton: als een voorwerp beweegt, dan zal de tijd ervoor trager lopen. Een voorwerp dat aan geen andere krachten onderhevig is dan de zwaartekracht, volgt een geodeet, dat is een wereldlijn (weg door de ruimtetijd) die lokaal de eigenschap heeft dat de reistijd volgens de eigen klok (de eigentijd) zo groot mogelijk is.

## Experimentele toetsing
De volgende experimenten en observaties toonden direct of indirect de juistheid van de relativiteitstheorie aan, in tegenstelling tot andere theorieën van de zwaartekracht, zoals de voorheen gangbare gravitatiewet van Newton:
- de precessie van het perihelium van Mercurius
- het Hafele-Keating-experiment met commerciële vliegtuigen en atoomklokken
- het Pound-Rebka-experiment (gravitationele roodverschuiving)
- het tijdsverschil tussen reizende en achterblijvende atoomklokken
- Radarreflectie aan planeten en ruimtesondes: tijddilatatie
- het effect van Nordtvedt
- pulsar in dubbelstersysteem (binary pulsar van Hulse en Taylor): zwaartekrachtgolven (indirect aangetoond door energieverlies van het systeem)
- directe waarneming van zwaartekrachtgolven door LIGO, overeenkomend met samensmeltende en om elkaar heen draaiende zwarte gaten van ongeveer 10 zonsmassa's

## Ontwikkelingen
Tot nog toe zijn alle experimenten in overeenstemming met de theorie, maar niet alle aspecten van de theorie zijn experimenteel getoetst. In 2015 nam men voor het eerst met enige mate van zekerheid direct zwaartekrachtgolven waar, die als belangrijk dynamisch fenomeen door de theorie voorspeld worden. Voorts is er een probleem met de kwantummechanica, daar er nog geen theorie is die gravitatie kwantumtheoretisch consistent beschrijft (zie higgsboson en graviton). In de meeste gevallen kunnen natuurkundigen met twee theorieën leven, de kwantummechanica op subatomaire schaal, de relativiteitstheorie op kosmische schaal, en 'simpele' Newtoniaanse mechanica op tussenliggende schalen, maar in enkele gevallen is de combinatie tussen sterke gravitatie en kleine schaal dusdanig dat beide theorieën invloed hebben, in het bijzonder bij zwarte gaten en in de eerste korte tijd na de oerknal.
Theoretische natuurkundigen onderzoeken diverse mogelijke theoretische oplossingen voor dit probleem. Belangrijke kandidaten zijn snaartheorie en de loop-kwantumzwaartekracht. In het algemeen spreekt men wel over een (hypothetische) theorie van alles.